# Istoflogosi
Il termine Istoflogosi indica uno stato d'infiammazione caratterizzato da quadri cito-istologici specifici a seconda dell'eziologia (granulomi o reazioni granulomatose). Sono presenti fenomeni vasculo-essudativi attenuati, mentre prevale la migrazione di cellule mononucleate (monocilindrico e macrofagi) nell'interstizio e la loro moltiplicazione e differenziazione in elementi diversi (macrofagi e plasmacellule).